# Thomas Helmer
Thomas Helmer (Herford, 1965. április 21. –) Európa-bajnok német labdarúgó, hátvéd. Kedvelt posztja a söprögető volt, de középhátvédként is játszott. A legtöbb időt a Borussia Dortmund és a FC Bayern München csapatainál töltötte el, 15 szezonban közel négyszáz Bundesliga mérkőzésen vett részt és tagja volt az 1996-os labdarúgó-Európa-bajnokságot megnyerő német valogatottnak. 2000-ben visszavonult az aktív labdarúgástól.

## Pályafutása

### Klubcsapatban
A SC Bad Salzuflen csapatában kezdte a labdarúgást. 1984 és 1986 között az Arminia Bielefeld csapatában mutatkozott be magasabb osztályban. 1986 és 1992 között a Borussia Dortmund játékosa volt és egy nyugatnémet kupa-győzelmet szerzett a csapattal 1989-ben. 1992 és 1999 között a Bayern München együttesében töltötte pályafutásának legsikeresebb éveit. Három bajnoki címet, egy német és egy UEFA-kupa győzelmet szerzett a csapattal. 1999–2000-ben az angol Sunderland játékosa volt, de közben 1999-ben kölcsönben szerepelt a Hertha együttesében. 2000-ben vonult vissza az aktív labdarúgástól.

### A válogatottban
1990 és 1998 között 68 alkalommal szerepelt a német válogatottban és öt gólt szerzett. Tagja volt az 1996-os Európa-bajnok csapatnak Angliában. Az 1992-es svédországi Európa-bajnokságon ezüstérmet szerzett a válogatottal.

## Sikerei, díjai
Németország
- Európa-bajnokság
  - aranyérmes: 1996, Anglia
  - ezüstérmes: 1992, Svédország
- United States Cup
  - győztes: 1993

 Borussia Dortmund
- Nyugatnémet kupa (DFB-Pokal)
  - győztes: 1989

 Bayern München
- Német bajnokság (Bundesliga)
  - bajnok: 1993–94, 1996–97, 1998–99
- Német kupa (DFB-Pokal)
  - győztes: 1998
  - döntős: 1999
- Német ligakupa (DFB-Ligapokal)
  - győztes: 1997, 1998
- UEFA-bajnokok ligája
  - döntős: 1998–99
- UEFA-kupa
  - győztes: 1995–96